# Velîka Bilozerka (Kacikarivka), Velîka Bilozerka
Velîka Bilozerka (în ucraineană Велика Білозерка) este un sat în comuna Kacikarivka din raionul Velîka Bilozerka, regiunea Zaporijjea, Ucraina.

## Demografie
Componența lingvistică a localității Velîka Bilozerka
     Ucraineană (92,41%)
     Rusă (7,45%)
Conform recensământului din 2001, majoritatea populației localității Velîka Bilozerka era vorbitoare de ucraineană (92,41%), existând în minoritate și vorbitori de rusă (7,45%).